# Bến Chương Dương
Bến Chương Dương (chữ Hán: 章陽渡, Chương Dương độ) là một bến sông cổ nằm bên sông Hồng, thuộc địa phận xã Chương Dương, huyện Thường Tín, thành phố Hà Nội. Bến nằm bên hữu ngạn đê sông Hồng, cách trung tâm Hà Nội khoảng 30 km. Nơi đây từng diễn ra trận Chương Dương độ nổi tiếng trong lịch sử chống quân Nguyên - Mông lần thứ 2 vào tháng 5, 6 âm lịch năm 1285, do Thượng tướng Trần Quang Khải và các tướng Trần Quốc Toản, Trần Thông, Nguyễn Khả Lạp, Nguyễn Truyền... tập kích vào căn cứ thủy quân của quân Nguyên do Thoát Hoan chỉ huy, thừa thắng tiến lên chiếm lại kinh thành Thăng Long. 
Bến Chương Dương được Nhà nước Việt Nam xếp hạng di tích lịch sử cấp Quốc gia vào năm 2013.

## Khái lược
Theo các sử liệu, nguyên xưa đây là vùng đất Chân Giang, vốn là nơi Dương Tam Kha bị lưu đày sau khi con của Ngô Quyền là Ngô Xương Văn giành lại được ngôi vị. Tương truyền, hai chữ Chương Dương lấy từ làng Chương Xá, quê hương của Dương Tam Kha, ghép với họ của ông để hình thành tên làng Chương Dương. Bấy giờ, đây hãy còn là vùng đất hoang vắng. Nước lên, đất đai bị lở, lộ ra lớp đất đai màu mỡ. Dương Tam Kha (khi đó được Ngô vương phong tước Chương Dương công) đã chiêu dân lập ấp, tổ chức hướng dẫn người dân cải tạo vùng đất hoang hóa thành đồng ruộng tốt tươi, sầm uất. Ghi nhớ công lao của ông, sau khi ông mất, người dân đã lập đền thờ. Trước kia, Đền làm bằng tre, gỗ. Năm 1947, đền bị quân Pháp đốt cháy. Thế kỷ XX, đền được xây lại bằng gạch. Đền còn lưu giữ được thần tích và một số sắc phong.
Bến Chương Dương nằm cách Đền khoảng vài trăm mét về hướng sông. Năm 1285, đại quân Nguyên do Thoát Hoan cầm đầu tiến vào Thăng Long. Tuy nhiên, ngôi thành chỉ còn rỗng không do quân Trần đã thực hiện chính sách tiêu thổ. Thoát Hoan cho đại quân đóng trại lớn ở ngoài thành. Lực lượng thủy quân Nguyên đóng ở bến Chương Dương. Tuy chiếm được kinh đô Đại Việt và liên tục hành quân để mở rộng kiểm soát, nhưng quân Nguyên không bắt được các vua Trần cũng như không thể tiêu diệt được chủ lực của quân Trần. Tệ hại hơn, quân Trần vẫn liên tục tập kích, mặt khác triệt nguồn lương thảo làm quân Nguyên rất khốn đốn, dần dà chỉ cố co cụm giữ thế phòng thủ ở khu vực Thăng Long.
Đạo quân Nguyên ở Chiêm Thành do Toa Đô chỉ huy được lệnh tiến ra Thăng Long để hội quân với Thoát Hoan. Tuy nhiên, khi tiến theo sông Hồng, vào đến cửa Hàm Tử thì bị quân Trần đánh chặn quyết liệt nên phải rút ra cửa biển để dưỡng quân.
Nhân thế thắng, quân Trần lên kế hoạch tập kích trại thủy quân Nguyên ở bến Chương Dương, nếu thuận lợi sẽ nhân cơ hội đánh sấn vào, phá tan đại trại của quân Nguyên bên bờ sông Hồng. Bị bất ngờ, thủy quân Nguyên tan tác, tìm cách chạy lên bờ để trốn về đại trại ở Thăng Long. Các chiến thuyền của quân Nguyên đều bị quân Trần chiếm.
Do căn cứ thủy quân Chương Dương vừa là một cứ điểm tiền tiêu, lá chắn bảo vệ phía nam Thăng Long, vừa là mắt xích quan trọng của tuyến phòng thủ nam sông Hồng; nếu để mất Chương Dương, đại trại ở Thăng Long sẽ bị uy hiếp và hoàn toàn cô lập. Bấy giờ, do quân Toa Đô đã bị đánh lui, Thoát Hoan mất cơ hội hội quân, do đó Thoát Hoan vội vã điều quân tinh nhuệ ra chiếm lại bến Chương Dương. Nhân cơ hội này, quân Trần một mặt dùng phục binh tấn công tiêu diệt các toán quân Nguyên đi cứu viện trên đoạn đường từ Thăng Long đến Chương Dương, vừa chờ thời cơ quân Nguyên ở Thăng Long phải chia bớt quân đi cứu viện, tập kích đánh úp vào đại trại, tấn công thẳng vào đại bản doanh của thống soái Thoát Hoan.
Bị tập kích cả đầu lẫn đuôi, mất luôn cả 2 căn cứ quan trọng, quân Nguyên phải bỏ thành Thăng Long chạy qua sông Hồng, lên vùng Bắc Ninh, Bắc Giang. Quân Trần dễ dàng lấy lại được thành Thăng Long.
Cùng với chiến thắng tại cửa Hàm Tử, trận tập kích bến Chương Dương là chiến thắng huy hoàng của quân Trần dưới sự chỉ huy trực tiếp của Thượng tướng Thái sư Trần Quang Khải. Tương truyền, khi quân Trần vào thành Thăng Long mở tiệc khao quân, giữa vui vẻ, các tướng sĩ đã đề nghị Thượng tướng Thái sư ngâm một bài thơ. Trần Quang Khải tay bưng chén rượu, ứng khẩu ngâm bài thơ Tòng giá hoàn kinh nổi tiếng.
Ngày nay, người dân trong vùng vẫn chọn ngày 10 tháng 8 (âm lịch) để mở hội hàng năm đua thuyền rồng, như để nhắc lại chiến thắng huy hoàng của trận đánh Chương Dương.